# Джафарова, Светлана Георгиевна
Светла́на Гео́ргиевна Джафа́рова (р. 13 февраля 1955) — советский и российский искусствовед, историк искусства, эксперт. Исследователь и эксперт русского авангарда.

## Биография
Светлана Джафарова родилась 13 февраля 1955 года.
В 1977 году окончила отделение истории и теории искусства исторического факультета Московского государственного университета имени М. В. Ломоносова.
Была научным сотрудником отдела теории искусства Российского института культурологии до закрытия института в 2014 году.

### Семья
- Муж — Леонид Михайлович Баранов (1943—2022), советский и российский скульптор.
  - Дети — Пётр, Наталья.

## Участие в творческих и общественных организациях
- Член Ассоциации искусствоведов (АИС)[2]

### Публикации Светланы Джафаровой

#### Монографии
- Мурина Е. Б., Джафарова С. Г. Аристарх Лентулов: Путь художника. Художник и время: [Альбом]. — М.: Советский художник, 1990. — 272 с. — (Новая галерея. 20 век). — 30 000 экз. — ISBN 5-269-00095-4.

#### Статьи
- Джафарова С. Музей живописной культуры // Великая утопия: Каталог. — М., 1993.
- Джафарова С. Г. Ариаднина нить Ренессанса и философ Вячеслав Шестаков (набросок к портрету) // Культурологический журнал. — 2010. — № 2.

#### Интервью
- Светлана Джафарова и Леонид Баранов в программе «Культ города» // Говорит Москва. — 28 апреля 2012 года. Архивировано 13 мая 2014 года.